# Stephan II. (Lebus)
Stephan II. von Lebus († 24. Februar 1345 in Breslau, Herzogtum Breslau, Krone Böhmen) war ab 1317 Bischof von Lebus. 1343 war er Vertreter des Bischofs von Breslau.

## Leben

### Erste Amtstätigkeit im Bistum Lebus (1316–1320)
Stephan wurde 1308 als Domherr von Lebus erwähnt und war danach Domdechant. Der Sitz des Bistums befand sich zu dieser Zeit in Göritz.
Nach dem Tod von Bischof Friedrich nach 1313 konnte sich das Domkapitel nicht auf einen  neuen Bischof einigen, einige plädierten für Stephan, andere für den Breslauer Kantor Nikolaus. Das Domkapitel des Erzbistums Gnesen entschied sich für Stephan. Am 31. Oktober 1316 wurde er erstmals als Bischof in einer Urkunde erwähnt. 1317 bestätigten ihm die Markgrafen Johann und Waldemar von Brandenburg die Besitzungen  des Bistums und stellten es in ihrem Territorium unter ihren Schutz. Im April war Stephan bei der Beerdigung von Markgraf Johann in Spandau anwesend.

### Aufenthalt in Avignon (1320-vor 1326)
Seit 1320 befand sich Stephan mehrmals am Hofe des Papstes in Avignon. Möglicherweise musste er nach dem Aussterben der Askanier das Bistum verlassen und wurde durch Nikolaus ersetzt (?). Er ist jedenfalls bis 1325 nicht im Bistum erwähnt worden.
1320 verlieh er der Marienkirche in Kamieniec in Podolien einen Ablass anlässlich deren Einweihung. Im folgenden Jahr ernannte Stephan den ersten katholischen Bischof für Kiew, Heinrich in Vollmacht des Papstes. Diese Urkunden stehen im Zusammenhang mit Behauptungen, das Bistum Lebus sei ursprünglich in Rotruthenien gegründet worden und habe dort kirchliche Jurisdiktionsrechte.

### Zerstörung der Stiftsgebäude in Göritz und Aufenthalt in Polen (1326–1333)
1326 wurden die Stiftskirche und weitere Gebäude des Domstifts in Göritz durch brandenburgische Truppen zerstört, der Bischof angeblich nach Frankfurt verschleppt und gefangengehalten. Der genaue Hergang der Ereignisse ist nicht eindeutig zu klären. Der Bischof und das Domstift hatten die Überfälle des Königreichs Polen in die Neumark  offensichtlich unterstützt.
Am 17. Oktober 1326 wurde Stephan  vom Papst in Avignon zum Bischof von Lebus erklärt. Warum zu diesem Zeitpunkt eine (nochmalige?) Einsetzung erfolgte, ist unklar. 
Stephan ging danach nach Polen, wo König Władysław im Jahre 1328 einen öffentlichen Schutzbrief für alle Besitzungen des Bistums Lebus in seinem Land  ausstellte.
1330 lehnte Kaiser Ludwig den Antrag auf Verlegung des Domkapitels Lebus nach Frankfurt ab. 1332 stellte auch Königin Hedwig von Polen einen Schutzbrief für die Besitzungen des Bistums in Polen aus.
1333 war Stephan bei Krönung von König Kasimir in Krakau.

### Tätigkeit im Bistum Lebus (1333–1338)
1333 befreite Stephan die brandenburgische Stadt Müncheberg vom Interdikt wegen der Zerstörung von Göritz, 1234 erklärte er die Bereitschaft zu einem solchen Schritt in einer Einigung mit der Stadt Frankfurt, 1236 befreite er die Alt- und Neustadt Brandenburg vom kirchlichen Bann.
1338 hielt er sich in Frankfurt im bischöflichen Haus auf, erließ aber am 24. Dezember erneut ein Interdikt über die Stadt. Die Gründe dafür sind unbekannt. 

### Aufenthalt in Polen (1338–1345)
Danach begab er sich wieder nach Polen.
1339 urkundete er einmal in Breslau und wurde einmal in Warschau erwähnt. 1343 stellte er eine Urkunde in Vertretung des abwesenden Bischofs von Breslau aus. 
Er starb in Breslau am 24. Februar 1345. Sein Leichnam wurde im Breslauer Dom beigesetzt.